# Virje Križovljansko
Virje Križovljansko is een plaats in de gemeente Cestica in de Kroatische provincie Varaždin. De plaats telt 262 inwoners (2001).